# Айн-Салах (оаза)
Айн-Сала́х — оаза в пустелі Сахара, на території південного Алжиру.
Оаза є найбільшою серед групи оаз Тідікельт.
Поблизу оази розташоване місто Айн-Салах.
Ведеться осіле землеробство — вирощування фініків.